# Trichophagie
La trichophagie est un trouble du contrôle des impulsions qui consiste à manger les cheveux arrachés du cuir chevelu.
Les personnes atteintes de ce trouble sont généralement aussi des trichotillomanes, personnes s'arrachant les sourcils, les cils, les poils ou encore les cheveux.

## Description
La trichophagie est un trouble du comportement qui consiste à manger ses cheveux, de manière obsessionnelle et compulsive. Les personnes qui en sont atteintes souffrent généralement aussi de thricotillomanie, c'est-à-dire qu'elles ne peuvent se retenir de s'arracher les cheveux et poils. Elles ne parviennent pas à réprimer ou à contrôler cette pulsion. En fait, ces réactions permettent de rassurer le malade face à des situations de stress ou une angoisse trop importante. La personne ressent généralement un soulagement si elle est stressée ou elle peut ne pas s'en apercevoir si elle en a pris inconsciemment l'habitude. Celle-ci peut manger le bulbe du cheveu, la racine, ou le cheveu entier. Ce trouble peut engendrer des troubles de l'estomac et des intestins comme le bézoard où l'on retrouve des nœuds de cheveux emmêlés.

## Origine
La trichophagie, vient du grec "tricha" qui signifie cheveux, et du mot "phagein " qui signifie manger. Il est aussi appelé le syndrome de Raiponce, d'après le conte des frères Grimm.

## Diagnostic
Un patient affecté par la trichophagie mange, avale, mastique donc toutes formes de poils, que ce soient les cheveux, les cils, les sourcils, les poils de nez, etc. Il arrive qu'il se les arrache ou qu'il les brosse avant de les ingurgiter. La maladie peut ainsi être associée à une perte de cheveux ou une absence de pilosité sur certaines régions du corps. Bien souvent, les personnes atteintes ne se rendent pas compte de leur comportement, impulsif et inconscient. C'est donc l'entourage qui identifie ce type de comportement. Il faut néanmoins veiller à être compréhensif. Chez les enfants et les adolescents, à l'âge où se diagnostique généralement le trouble, une attitude de rejet pourrait aggraver le stress et ainsi la maladie. En effet, 40 % des patients auraient moins de 10 ans, et 79 % moins de 20 ans, selon un article publié dans la revue scientifique BMJ Case Report en 2016.

## Risque
Outre les répercussions sociales qu'il peut engendrer, ce trouble peut être la source de problèmes de santé plus ou moins graves :
Une alopécie  ou calvitie précoce, due à l'arrachage de cheveux ;
Des troubles de la digestion, due à la présence de cheveux et de poids dans le tractus gastro-intestinal. Cela peut provoquer des carences en vitamines et en sels minéraux, des anémies, de la diarrhée... ;
L'incapacité de manger ou de s'hydrater, due à l'accumulation de cheveux et de poils qui peuvent s'emmêler et créer une boule appelée bézoard, venant obstruer les voies digestives. Cela peut déclencher une perte de poids, des indigestions, des douleurs abdominales, des nausées, des vomissements  ou de la constipation. Cette obstruction peut ainsi nécessiter un traitement médicamenteux ou une intervention chirurgicale pour déloger la masse.